# Парламентские выборы в Лихтенштейне (февраль 1993)

Парламентские выборы в Лихтенштейне прошли 7 февраля 1993 года. Несмотря на то, что большинство голосов получил Патриотический союз, большинство в Ландтаге оказалось за Прогрессивной гражданской партией. Впервые получила места в парламенте молодая партия Свободный список. Явка избирателей составила 87,54 %.

## Результаты
| Партия                             | Партия                             | Голосов | %    | Мест | +/-  |
| ---------------------------------- | ---------------------------------- | ------- | ---- | ---- | ---- |
|                                    | Патриотический союз                | 73 217  | 45,4 | 11   | -2 ▼ |
|                                    | Прогрессивная гражданская партия   | 71 209  | 44,2 | 12   | 0    |
|                                    | Свободный список                   | 16 724  | 10,4 | 2    | +2 ▲ |
| Недействительных/пустых бюллетеней | Недействительных/пустых бюллетеней | 163     | —    | —    | —    |
| Всего                              | Всего                              | 12 255  | 100  | 25   | 0    |

* Каждый избиратель имеет столько голосов, сколько мест в парламенте, поэтому общее 
количество голосов, отданных за различные партии, больше, чем количество избирателей.